# Charles Friedrich
Pour les articles homonymes, voir Friedrich.
Charles Friedrich, né le 1er janvier 1892 à Phalsbourg (alors en Lorraine annexée, aujourd'hui en Moselle) et mort le 4 août 1979 à Moyeuvre-Grande (en Moselle), est un homme politique français, ouvrier métallurgiste de métier. De 1925 à 1936, il fut membre du Comité central du Parti communiste français.  
Entre les deux guerres, à la fin des années 1920 il s'est notamment opposé au principe du front unique.

## Biographie
Friedrich est né le 1er janvier 1892 dans le hameau de Buchelberg à Phalsbourg en Lorraine allemande.
- 1922 : il devient président de la section communiste de Rombas.
- 1924 : il est délégué au IIIe congrès du PCF, à Lyon.
- 1925 : lors du IVe congrès du PCF, à Clichy, il est élu membre suppléant du Comité central.
- 1926 : il est gravement malade et part pour Moscou.
- 1928 : de retour en France, il se consacre à la rédaction de l'Humanité en langue allemande.
- 1929 : il assiste à la réunion clandestine du Comité central, à Achères.
- 1931 : il s'établit à Strasbourg.
- 1932 : il devient membre titulaire du Comité central.
- 1936 : le congrès du PC réuni à Villeurbanne ne le réélit pas au Comité central.
- 1939 : au printemps, il quitte, vraisemblablement, le PCF.
- 1947 : il demeure un responsable de la CGT lors de la scission syndicale et est élu conseiller municipal communiste de Thionville, ce qui peut laisser supposer qu'il avait rejoint à nouveau le PCF.
- 1949-1951 : il est directeur de la colonie de vacances appartenant à l'Union Départementale des Syndicats Métallurgistes de la Moselle CGT qui se trouve à La Petite Pierre dans le Bas-Rhin[réf. souhaitée].
- 1951 : il est affaibli par un grave accident.
- 1959 : il achève son mandat de conseiller municipal.
- 1979 : la Fédération de la Moselle du PCF et l'Association des vétérans du PCF appellent à ses obsèques, qui ont lieu à Moyeuvre-Grande.